# 程水镇
程水镇为湖南省资兴市所辖镇。2012年4月，由原高码乡与香花乡成建制合并设立。程水镇辖17个行政村、3个社区，总面积123.28平方公里，总人口3.01万人，镇政府驻文昌阁。 

## 区划
- 撤销前的高码乡下辖高码社区、窑上村、龙头村、文昌阁村、高码村、高牌村、高圹村、江背村、坪石村共计8行政村和1社区[2][3]。
- 撤销前的香花乡下辖周源山社区、香花社区、星塘村、赤塘村、程江村、上芬村、镜圹村、柘木村、鹿桥村、香花村、石鼓村共计9行政村和2社区。